# 데이브 뷜트하위스
데이브 뷜트하위스(네덜란드어: Dave Bulthuis, 1990년 6월 28일 ~ )는 네덜란드의 축구 선수이다. 포지션은 수비수이며 K리그에서의 등록명은 불투이스였다.

## 클럽 경력
불투이스는 네덜란드 에레디비시의 FC 위트레흐트에서 뛰고 있었다. 2014년 여름 이적시장에서 2. 분데스리가의 1. FC 뉘른베르크의 옷을 입게 되었다. 2017년 7월 7일 불투이스는 아제르바이잔 프리미어리그의 게벨레 FK와 3년 계약을 체결했다. 이후 SC 헤이렌베인으로 이적한 불투이스는 2019시즌을 앞두고 K리그1 울산 현대와 계약을 맺었다.
그 후, 3년 동안 울산의 수비를 책임지며 2020 ACL 우승에 일조하였고, 2021 시즌에 K리그 베스트 11 수비수 부문에 선정되었다. 2021 시즌이 끝난 후, 울산과 계약 만료로 결별하였다.
울산과 결별 후, 중국, 일본, 중동 등 다양한 국가, K리그의 몇몇 구단과 복수의 클럽으로부터 러브콜을 받았으며 수원 삼성 블루윙즈으로 이적하였다.

## 수상

### 팀

#### 울산 현대
- AFC 챔피언스리그: 2020

### 개인
- K리그1 베스트 11: 2021